# Mikio Manaka
Mikio Manaka (眞中 幹夫 Manaka Mikio?, nacido el 22 de mayo de 1969 en Ibaraki) es un exfutbolista japonés. Jugaba de defensa y su último club fue el Yokohama FC de Japón.

## Trayectoria

### Clubes
| Club                | País  | Año         |
| ------------------- | ----- | ----------- |
| JEF United Ichihara | Japón | 1992 - 1996 |
| Brummell Sendai     | Japón | 1997        |
| Omiya Ardija        | Japón | 1998        |
| Yokohama FC         | Japón | 1999 - 2004 |